# Hamidiya

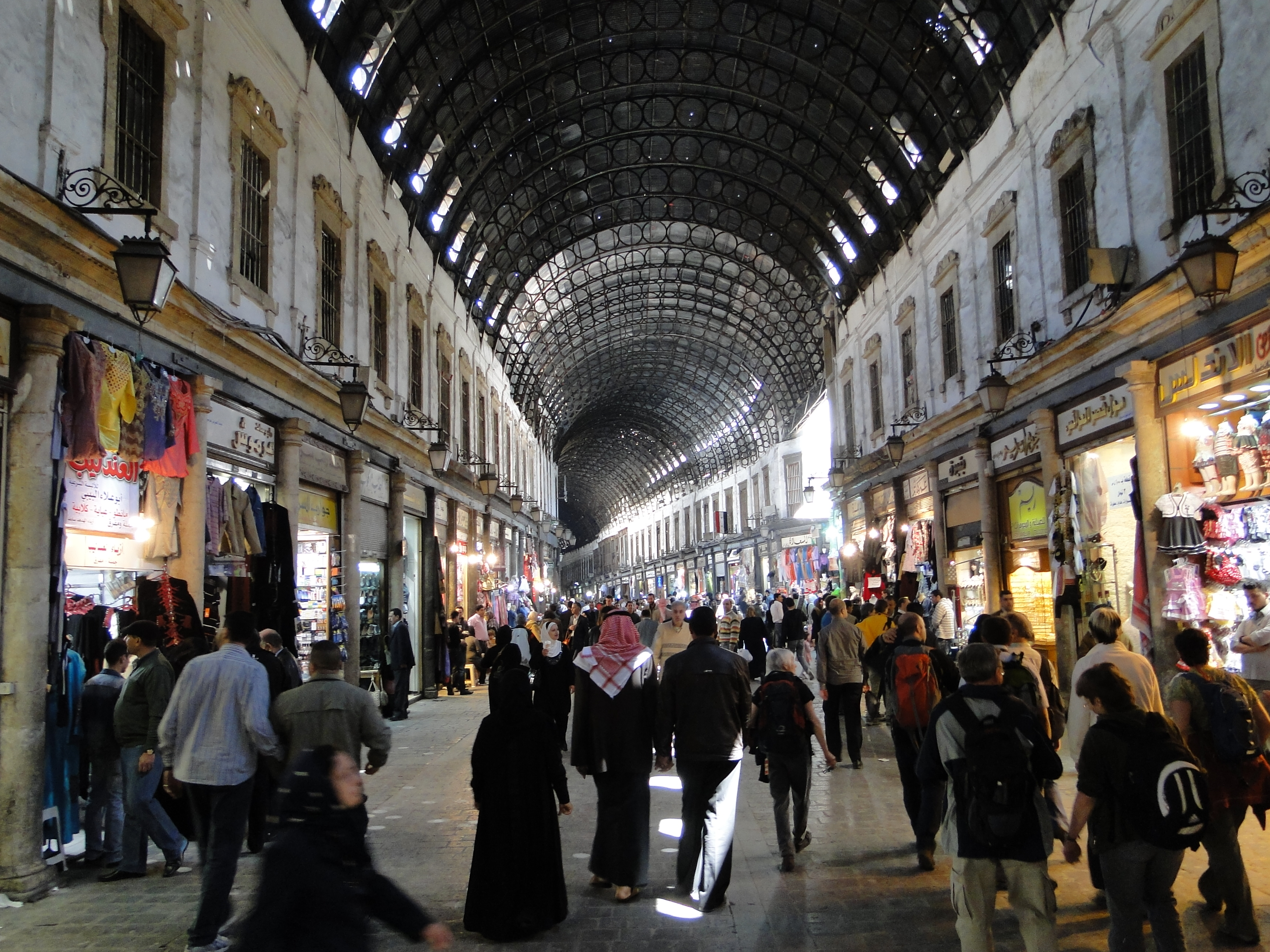
Al-Hamidiyah Souq (2010)

Hamidiya oder al-Hamidiyya (arabisch الحميدية, DMG al-Ḥamīdīya; griechisch Αλ Χαμιντιά Al Chamintiá, Χαμιντιέ Chamintié oder Χαμεντίγιε Chamentígie) ist eine Stadt an der syrischen Küstenlinie etwa drei Kilometer von der libanesischen Grenze entfernt. Sie befindet sich im Bezirk Tartus des Gouvernements Tartus.
Die Stadt wurde um das Jahr 1897 in kurzer Zeit auf direkten Befehl des osmanischen Sultans Abdülhamid II. gegründet, um als Zufluchtsort für die moslemischen Kreter zu dienen, die oft als kretische Türken bezeichnet werden, obwohl sie griechische Muslime mit osmanisch-griechischer Konvertitenherkunft sind. Sie wurden gezwungen, Kreta zu verlassen, als die zum Osmanischen Reich gehörende Insel im Türkisch-Griechischen Krieg 1897–98 faktisch unabhängig wurde, und von Sultan Abdülhamid II. hier und anderen Küstengebieten der Levante und sogar Libyen wieder angesiedelt. Die Stadt ist die Heimat von über 8.000 Personen, und die Mehrheit spricht weiterhin kretisches Griechisch in ihrem alltäglichen Leben. Gemäß dem Syrischen Zentralbüro für Statistiken hatte Hamidiya bei der Volkszählung im Jahre 2004 eine Einwohnerzahl von insgesamt 7.404.
Im Jahre 2014 befindet sich die Stadt im Zuge des Syrischen Bürgerkrieges unter der Kontrolle des Assad-Regimes.